# Richard Flood
Richard Flood (Dublin, 29 juli 1982) is een Iers acteur. Hij is getrouwd met Gabriella Pession.

## Filmografie[1][2][3][4][5]
| Jaar      | Titel                    | Rol              |
| --------- | ------------------------ | ---------------- |
| 2010      | Three Wise Women         | Peter            |
| 2011      | Solo                     | Benji            |
| 2012      | Titanic: Blood and Steel | Samuel Johanson  |
| 2013      | Taking the Boat          | Danny            |
| 2013      | Killing Kennedy          | Kenny O'Donnell  |
| 2013–2014 | Crossing Lines           | Tommy McConnell  |
| 2015–2016 | Red Rock                 | James McKay      |
| 2017      | The Unseen               | Will Shields     |
| 2017–2019 | Shameless                | Ford Kellogg     |
| 2019      | Made in Italy            | Jerry            |
| 2019–2022 | Grey's Anatomy           | Dr. Cormac Hayes |
| 2023      | The Gone                 | Theo Richter     |